# Promise David
Promise Oluwatobi Emmanuel David Akinpelu (Brampton, 3 juli 2001) is een Canadees voetballer met Nigeriaanse roots die sinds 2024 uitkomt voor Union Sint-Gillis.

## Clubcarrière
David genoot zijn opleiding bij de jeugdacademie van Toronto FC. Na een passage bij Vaughan Azzuri probeerde hij het een eerste keer in Europa, namelijk bij de Kroatische club NK Trnje Zagreb. David keerde in april 2021 terug naar Noord-Amerika, waar hij voor FC Tulsa tekende, maar in januari 2022 keerde hij toch weer terug naar Europa. In Malta speelde hij eerst voor Valletta FC en vervolgens voor Sirens FC.
In februari 2023 ondertekende David een driejarig contract bij de Estische eersteklasser Nõmme Kalju. De transfer groeide uit tot een groot succes. David trof in zijn debuutseizoen zestien keer raak: naast zeven goals in de Meistriliiga was hij ook goed voor maar liefst negen goals in de Estische voetbalbeker, waarin Nõmme Kalju in de halve finale sneuvelde tegen Paide Linnameeskond. In het seizoen 2024 bleef David goed bij schot: na negen competitiespeeldagen had hij de kaap van zeven competitiedoelpunten reeds overschreden, na twaalf speeldagen zat hij aan tien goals. Op 18 juni 2024 klokte hij met twee goals in de 2-0-competitiezege tegen JK Kalev Tallinn af op veertien competitiegoals in het seizoen 2024.
In juli 2024 ondertekende David een driejarig contract met optie op een extra seizoen bij de Belgische vicekampioen Union Sint-Gillis. De Canadees, die tijdens de voorbereiding op het seizoen 2024/25 een degelijke indruk naliet – zo scoorde hij in de oefenwedstrijd tegen Sporting CP –, maakte op 20 juli 2024 zijn officiële debuut voor Union in de supercupwedstrijd tegen Club Brugge (1-2-winst), waarin Sébastien Pocognoli hem in de 68e minuut liet invallen voor Dennis Eckert. Op 10 augustus 2024 scoorde hij bij zijn derde invalbeurt zijn eerste doelpunt voor Union: in de 4-3-competitienederlaag tegen KVC Westerlo legde hij in de blessuretijd de eindscore vast. Drie dagen later kreeg hij in de Champions League-kwalificatiewedstrijd tegen Slavia Praag (0-1-nederlaag).
In november 2024 groeide David uit tot een vaste waarde in het elftal van Sébastien Pocognoli. Mede dankzij de inbreng van spitsentrainer Kevin Mirallas bloeide David geleidelijk aan helemaal open bij Union,
 Na afloop van de reguliere competitie had hij elf competitiedoelpunten achter zijn naam staan, daarbovenop had hij in de Beker van België ook tweemaal gescoord tegen zowel KAS Eupen als KAA Gent. Tijdens de winter werd David, die in het begin van het seizoen niet werd opgenomen in de spelerslijst voor de league phase van de Europa League, speelgerechtigd gemaakt voor de knock-outwedstrijden tegen AFC Ajax. David scoorde op 20 februari 2025 in de Johan Cruijff ArenA zijn eerste Europese goal voor Union. David klokte in zijn debuutseizoen bij Union af op 24 doelpunten in alle competities, mede dankzij zijn acht doelpunten in tien wedstrijden Champions play-off. Met zijn twee laatste doelpunten van het seizoen hielp hij Union op de slotspeeldag van de competitie aan een 3-1-zege tegen KAA Gent, waardoor de Brusselse club voor het eerst sinds 1935 nog eens landskampioen was. Met 24 doelpunten en 5 assists had de spits dat seizoen prachtige statistieken. In juni verlengde David zijn contract bij Union tot 2029.

## Interlandcarrière
David werd in maart 2025 voor het eerst opgeroepen voor het Canadees nationaal elftal: bondscoach Jesse Marsch riep hem op voor de halve finale van de CONCACAF Nations League tegen Mexico en de daaropvolgende wedstrijd. David bleef zowel tijdens de verloren wedstrijd tegen Mexico als in de troostfinale tegen de Verenigde Staten (die Canada met 1-2 won) op de bank.